# Districte d'Aligarh
El districte d'Aligarh és una divisió administrativa de l'Índia, estat d'Uttar Pradesh, divisió d'Aligarh, antigament a les províncies del Nord-Oest i després Províncies Unides d'Agra i Oudh. La capital és Aligarh.
La superfície és de 3700 km² i la població el 1991 de 2.449.600 habitants. Administrativament està dividit en una ciutat, 5 tahsils, 12 blocks, 122 Nyay Panchayat i 853 Gram Sabha, a més de 1184 poblets i 28 pobles deshabitats.
El dotze blocks amb la seva població i km² són: 
- 1.- Tappal 	 	155646 i 388,77
- 2.- Chandaus 	 	148406 i 318,71
- 3.- Khair 	 	144360 i 321,30
- 4.- Jawan 	 	176187	i 286,56
- 5.- Lodha 	 	160114 	i 280,45
- 6.- Dhanipur 	 	144371 i 253,39
- 7.- Gonda 	 	138455 i 280,69
- 8.- Iglash 	 	127126 	i 251,07
- 9.- Atrauli 	 	164313 i 296,74
- 10.- Bijauli 	 	132593 	i 244,17
- 11.- Gangiri 	 	196257 i 340,68
- 12.- Akrabad 	 	122466 	i 283,67
- Aligarh ciutat 	639303
- Total 	 	 2449597 i 3700 km²

I els tahsils amb els blocks que inclou cadascun:
- 1.- 	Khair (Khair i Tappal)
- 2.- 	Koil (Dhanipur, Lodha i Akrabad)
- 3.-	Atrauli (Atrauli, Gangiri i Bijauli)
- 4.-	Iglash 	(Iglash i Gonda)
- 5.- 	Gabhana (Jawan i Chandaus)

## Història
Antigament la regió i la comarca es deia Kol o Koil. La llegenda diu que fou possessió de Kosharan, de la raça lunar dels Kshattriya; un successor, Balaram, va matar en aquest lloc al domini Kol i la ciutat va agafar aquest nom; Balaram va dominar tot seguit les terres del Doab (entre el Ganges i el Yamuna) segons la tradició però una altra llegenda dona un origen diferent. Se sap que el districte fou dominat pels rajputs dor abans de la primera invasió musulmana al segle xi, i va restar en mans del raja de Baran fins al final del segle xii. El 1194 Qutb-ad-Din Àybak va marxar de Delhi a Koil i les cròniques musulmanes diuen que tots els que no van acceptar la religió van ser morts per l'espasa. Governadors de Delhi es van establir a la zona però els rajes nadius van conservar part del seu poder. El districte va patir la invasió de Tamerlà el 1399.
Sota Ibrahim Lodi el governador fou Muhammad ibn Umar que va construir un fort a Kol que va anomenar Muhammadgarh (1524/1525). Després de la conquesta de Delhi per Baber, el seu general Kachak Ali fou nomenat governador de Koil el 1526. Sota Akbar fou inclòs a l'esquema general organitzatiu de l'Imperi que el sobirà va establir i fou convertirda en Sirkar amb els dastris de Marahra, Kol ba Haveli, Thana Farida i Akbarabad. Durant el domini mogol es van fundar en aquest temps mesquites i altres monuments, alguns dels quals encara es conserven. Entre aquestes construccions cal esmentar la tomba d'Allah Bakhsh (1717), la construcció per Kutb al-Din Aibek (vers 1195) i posterior reconstrucció de la Jama Masjid (mesquita) de la ciutat al punt més alt d'aquesta anomenat Balai Qila (1724) i la de Jalali (1724), el mercat Harduaganj, la capella de Shah Faiyaz d'Atrauli, en gran part obra del governador Sabit Khan just quan va començar la decadència.
La decadència va començar a la mort d'Aurangzeb el 1707. Sota Farrukhsiyar (mort 1719) governava Koil el seu general Sabit Khan Bahadur Jang (nom de naixement Jafar Beg) que va restaurar el fot i el va anomenar Sabitgarh. No gaire temps després el territori fou assolat pels marathes. En aquest temps el raja local havia recuperat el poder efectiu i governava Bargujar King Rao Bahadur Singh. El 1753 el raja Bargujar es va revoltar contra la destrucció de temples hindus i el cap jat Suraj Mal, amb suport de Jai Singh de Jaipur i l'exèrcit mogul, va ocupar Koil (1757) i el raja Bargujar Bahadur Singh va intentar resistir i va morir en la lluita en l'anomenada batalla de Ghasera.
Koil, considerada important estratègicament, ja que estava en posició central entre Mutra i Agra fins a Delhi i el Rohilkhand, fou reanomenada Ramgarh. Els jats només la van conservar dos anys i el 1759 foren expulsats pels afganesos, i durant més de vint anys aquestos i els jats es van disputar la comarca. L'afganès Najaf Khan va batejar el fort com Aligarh el 1776.
Finalment el 1784 va caure en mans del maratha Sindhia. Els marathes la van conservar fins al 1803, excepte per una breu ocupació dels Rohilla de Ghulam Kadir Khan. Sota els marathes el fort d'Aligarh, al costat de Koil, fou una fortalesa de màxima importància i lloc on els exèrcits foren entrenats a l'estil europeu amb l'ajut del francès De Boigne. El 1802 Holkar (Indore), Sindhia (Marathes) i el raja de Nagpur es van aliar contra els britànics, el peshwa maratha i el nizam d'Haiderabad. La frontera està a uns 25 km de Koil i el fort d'Aligarh estava sota comandament del general Pierre Cuiller Perron, un francès al servei de Sindhia.
Perron va dirigir la campanya amb eficàcia però no el van ajudar els caps marathes que estaven a l'aguait de qui guanyaria per passar-se a un o l'altra. El 2 d'agost de 1803 una columna britànica dirigida per Lord Lake, va sortir de Kanpur i va avançar cap al fort d'Aligarh i es va trobar amb Perron a la frontera; l'artilleria britànica va obligar a Perron a la retirada, i a la rendició poc després davant Lord Lake; el fort va quedar en mans de soldats marathes i fou bloquejeat (1 de setembre) i assaltat el 4 de setembre, però els enginyers francesos havien treballat bé les fortificacions i l'assalt fou molt dur, causant moltes baixes (59 morts anglesos); la resistència fou obstinada però finalment fou conquerida i amb ella tota la part superior del Doab fins al peu de les muntanyes Siwalik. Aquest quatre dies combats foren coneguts com a batalla d'Ally Ghur. Els territoris foren repartits entre els districtes de Fatehgarh i Etawah durant uns mesos.
El 1804 els britànics van organitzar el districte d'Aligarh. El dia 1 d'agost de 1804 Claude Russell en fou nomenat el primer Col·lector. L'estació i fortalesa d'Aligarh al costat de Koil va esdevenir la capital i al créixer la ciutat es van unir i formant la gran aglomeració d'Aligarh, a 126 km al sud-est de Delhi. Poc després va esclatar la guerra contra Holkar i aquest va instigar la revolta dels antics propietaris que havien fet fortuna sota els marathes i ara estaven amenaçats. La revolta (1805) fou ràpidament sufocada però es va reproduir el 1806 i fou necessari assaltar la fortalesa rebel de Kamona. El 1816 aquestos propietaris es van revoltar per tercera vegada i els forts sota la seva influència foren desmantellats. Després el districte va viure pacíficament fins al 1857. El 1837 hi va haver una fam al districte però quan es va obrir el canal de reg del Ganges les fams van desaparèixer. El 12 de maig de 1857 les notícies de la rebel·lió a Meerut van arribar a Aligarh i les tropes natives es van amotinar; els europeus van haver de fugir i incendis i saquejos van seguir immediatament. La factoria de Mandrak es va mantenir en mans d'un petit grup de voluntaris contra els amotinats fins al 2 de juliol i finalment abandonada deixant així tot el districte en mans dels rebels que van formar un Comitè de Seguretat per protegir a Koil del saqueig, que fou apartat per les masses musulmanes i va assolir el govern Nasimullah; els seus abusos li van alienar la població hindú que va quedar preparada per acollir als britànics al seu retorn; els feus jats i rajputs van ser teatre de disturbis i es van produir excessos molt pitjors que amb els europeus. El 24 d'agost una columna britànica va avançar cap a Koil i els rebels foren fàcilment derrotats i van fugir de la ciutat. Encara que amenaçada per grups rebels bàsicament el districte va romandre en mans britàniques i al final de l'any ja tornava a estar la situació tranquil·la. El 1868-1869 hi va haver una escassetat sense arribar a ser una gran fam.
El districte britànic era més gran que el modern districte, i tenia 5073 km²; pertanyé a la divisió de Meerut. La capital era Aligarh al costat de Koil. El Jumna corria a la part occidental uns 25 km i altres rius eren el Kali Nadi, el Nim Nadi, el Karon Nadi, Isan, Sengar, i Rind; un canal de reg conegut com a Canal Superior del Ganges, creuava el districte. La població el 1853 era d'1.134.565 habitants, el 1872 d'1.073.276 i el 1881 d'1.021.157, mostrant una tendència a la baixa. La majoria de la població eren hindús. Entre les castes els chamars (172.000), jats (83000) rajputs (75000) i baniyes (comerciants, uns 50000) eren les principals (seguien gadaries o ramaders, lodhis, kolfs, kachhis, kahars, i ahirs. Les principals ciutats eren Tappal, Jalali, Harduaganj, Sikandra Rao, Atrauli, Hathras, i Koil-Aligarh (amb 61.730 habitants). El districte tenia 1743 poblets dels quals 456 eren de menys de 200 habitants. La llengua principal era l'hindi i una minoria parlava l'urdú. L'administració corresponia a un Magistrat Col·lector i al seu Ajudant, amb 5 o 6 subcol·lectors, 5 o 6 tahsildars, i 6 magistrats honoraris. El nombre de policies era de 489 el 1881.
El 1875 Sir Syed Ahmed Khan va fundar el Muhammadan Anglo Oriental College a Aligarh segons el model de les universitats d'Oxford i Cambridge que havia visitat. Més tard esdevingué la Aligarh Muslim University (1920). La ciutat va experimentar un gran progrés fins a la independència. Després d'aquesta el canvi en 60 anys, fou espectacular i al darrer decenni del segle XX ja era una de les ciutats de més de mig milió d'habitants.

## Nota
1. ↑  el 1184 el raja Pratap Singh Bargujar es va casar amb una filla d'Ajit Singh i va adquirir Koil iniciant la dinastia del Bargujar
2. ↑  la guarnició del fort d'Aligarh la formava un batalló de 800 homes manats per un nadiu de nom Mir Shahadat Ali, 1000 bhadauria rajputs, 500 mewatis, 500 reclutes diversos, i un esquadró de cavalls amb 700 golundaz dirigits per un altre militar francès, el coronel Pedron, i quan aquest es va voler rendir, pel rajput Baji Rao